# Conseil régional de Haute-Normandie
Cet article concerne le conseil régional de l'ancienne région Haute-Normandie supprimé à compter du 1er janvier 2016. Pour l'assemblée qui lui succède, voir Conseil régional de Normandie.
Conseil régional de Normandie
Caserne Jeanne d'Arc
Le conseil régional de Haute-Normandie est l'assemblée délibérante de la région française de Haute-Normandie jusqu'au 31 décembre 2015, à la suite de l'incorporation de la région avec la Basse-Normandie afin de former la nouvelle région d'Normandie.
Il comprend 47 membres et siège à Rouen, dans l'ancienne caserne Jeanne-d'Arc datant de la fin du XVIIIe siècle, agrandie en 2002 pour accueillir sur un site unique tous les services de la Région.
Son dernier président est Nicolas Mayer-Rossignol (PS), élu le 14 octobre 2014.

## Présidents du conseil régional
| Période          | Période           | Identité                  | Étiquette | Qualité |
| ---------------- | ----------------- | ------------------------- | --------- | ------- |
| janvier 1974     | juillet 1974      | Jean Lecanuet             | CD        |         |
| septembre 1974   | juillet 1981      | André Bettencourt         | RI        |         |
| juillet 1981     | février 1982      | Laurent Fabius            | PS        |         |
| février 1982     | avril 1982        | Tony Larue                | PS        |         |
| avril 1982       | mars 1992         | Roger Fossé               | RPR       |         |
| mars 1992        | mars 1998         | Antoine Rufenacht         | RPR       |         |
| mars 1998        | mars 1998         | Jean-Paul Gauzès          | RPR       |         |
| 30 mars 1998     | 21 décembre 2012  | Alain Le Vern             | PS        |         |
| 21 décembre 2012 | 7 janvier 2013    | Emmanuèle Jeandet-Mengual | PS        | intérim |
| 7 janvier 2013   | 30 septembre 2013 | Alain Le Vern             | PS        |         |
| 1er octobre 2013 | 14 octobre 2013   | Emmanuèle Jeandet-Mengual | PS        | intérim |
| 14 octobre 2013  | 16 décembre 2015  | Nicolas Mayer-Rossignol   | PS        |         |

## Élections

### Résultat de l'élection de 1986
|             |             | Voix  | Sièges (53) | Sièges (53) |
| %           | #           | %     |             |             |
| ----------- | ----------- | ----- | ----------- | ----------- |
|             | RPR-UDF     | 41,20 | 24          | 45,28       |
|             | PS          | 33,90 | 20          | 37,74       |
|             | PCF         | 11,30 | 6           | 11,32       |
|             | FN          | 7,10  | 3           | 5,66        |
|             | Les Verts   | 3,50  |             |             |
|             | LO          | 1,90  |             |             |
|             | DVG         | 1     |             |             |
| Abstentions | Abstentions | 22,4  |             |             |

### Résultat de l'élection de 1998
|                |                  | Voix      | Voix   | Sièges (55) | Sièges (55) |
| #              | %                | #         | %      |             |             |
| -------------- | ---------------- | --------- | ------ | ----------- | ----------- |
|                | Gauche plurielle | 218 384   | 32,69  | 20          | 36,36       |
|                | RPR-UDF          | 200 442   | 30,00  | 19          | 34,54       |
|                | FN               | 109 584   | 16,40  | 10          | 18,18       |
|                | Les Verts        | 40 139    | 6,01   | 3           | 5,46        |
|                | LO               | 42 797    | 6,41   | 2           | 3,64        |
|                | CPNT             | 13 168    | 1,97   | 1           | 1,82        |
|                | MEI              | 20 165    | 3,02   |             |             |
|                | DVG              | 13 550    | 2,03   |             |             |
|                | DVD              | 9 835     | 1,47   |             |             |
| Inscrits       | Inscrits         | 1 193 994 | 100,00 |             |             |
| Abstentions    | Abstentions      | 493 160   | 41,30  |             |             |
| Votants        | Votants          | 700 834   | 58,70  |             |             |
| Blancs et nuls | Blancs et nuls   | 32 770    | 4,68   |             |             |
| Exprimés       | Exprimés         | 668 064   | 95,32  |             |             |

### Résultat de l'élection de 2004
| Tête de liste  | Tête de liste                | Liste                      | Premier tour | Premier tour | Second tour | Second tour | Sièges | Sièges |
| Tête de liste  | Tête de liste                | Liste                      | #            | %            | #           | %           | #      | %      |
| -------------- | ---------------------------- | -------------------------- | ------------ | ------------ | ----------- | ----------- | ------ | ------ |
|                | Alain Le Vern*               | PS - PCF - Les Verts - PRG | 281 314      | 38,86        | 408 163     | 52,70       | 36     | 65,4   |
|                | Antoine Rufenacht            | UMP                        | 153 089      | 21,15        | 253 480     | 32,72       | 13     | 23,6   |
|                | Hervé Morin                  | UDF                        | 90 505       | 12,50        | 253 480     | 32,72       | 13     | 23,6   |
|                | Dominique Chaboche           | FN                         | 115 183      | 15,91        | 113 013     | 14,58       | 6      | 10,9   |
|                | Christine Poupin             | LCR - LO                   | 40 434       | 5,59         |             |             |        |        |
|                | Bernard Frau                 | MEI                        | 30 202       | 4,17         |             |             |        |        |
|                | Philippe Foucher-Saillenfest | MNR                        | 13 124       | 1,81         |             |             |        |        |
|                |                              |                            |              |              |             |             |        |        |
| Inscrits       | Inscrits                     | Inscrits                   | 1 219 975    | 100,00       | 1 220 008   | 100,00      |        |        |
| Abstentions    | Abstentions                  | Abstentions                | 463 261      | 37,97        | 419 730     | 34,40       |        |        |
| Votants        | Votants                      | Votants                    | 756 714      | 62,03        | 800 278     | 65,60       |        |        |
| Blancs et nuls | Blancs et nuls               | Blancs et nuls             | 32 857       | 4,34         | 25 626      | 3,20        |        |        |
| Exprimés       | Exprimés                     | Exprimés                   | 723 857      | 95,66        | 774 652     | 96,80       |        |        |

* liste du président sortant
Les listes UMP et UDF ont fusionné entre les deux tours.

### Résultat de l'élection de 2010
À la suite des élections de 2004, les 55 conseillers régionaux sont ainsi répartis :
- Liste « À gauche avec Alain Le Vern, une région d'avance » (PS - PCF - PRG - Les Verts) : 36 sièges
- Liste « Unis pour la Normandie » (UMP) : 8 sièges
- Liste UDF « Vive la Normandie » (UDF) : 5 sièges
- Liste « FN pour la Normandie » (FN) : 6 sièges

| Tête de liste  | Tête de liste    | Liste                   | Premier tour | Premier tour | Second tour | Second tour | Sièges | Sièges |
| Tête de liste  | Tête de liste    | Liste                   | #            | %            | #           | %           | #      | %      |
| -------------- | ---------------- | ----------------------- | ------------ | ------------ | ----------- | ----------- | ------ | ------ |
|                | Alain Le Vern*   | PS et alliés            | 199 345      | 34,87        | 346 633     | 55,10       | 37     | 67,27  |
|                | Claude Taleb     | EÉ - Cap21              | 52 164       | 9,12         | 346 633     | 55,10       | 37     | 67,27  |
|                | Sébastien Jumel  | FG - R&S                | 47 959       | 8,39         | 346 633     | 55,10       | 37     | 67,27  |
|                | Bruno Le Maire   | Majorité présidentielle | 142 927      | 25,00        | 193 126     | 30,70       | 12     | 21,82  |
|                | Nicolas Bay      | FN                      | 67 419       | 11,79        | 89 332      | 14,20       | 6      | 10,91  |
|                | Danielle Jeanne  | MoDem                   | 16 460       | 2,88         |             |             |        |        |
|                | Christine Poupin | NPA                     | 14 633       | 2,56         |             |             |        |        |
|                | Brigitte Briere  | DLR - CNI               | 10 237       | 1,79         |             |             |        |        |
|                | Carl Lang        | PDF                     | 8 363        | 1,46         |             |             |        |        |
|                | Bernard Frau     | AEI                     | 6 487        | 1,13         |             |             |        |        |
|                | Gisèle Lapeyre   | LO                      | 5 686        | 0,99         |             |             |        |        |
|                |                  |                         |              |              |             |             |        |        |
| Inscrits       | Inscrits         | Inscrits                | 1 278 914    | 100,00       | 1 279 418   | 100,00      |        |        |
| Abstention     | Abstention       | Abstention              | 685 811      | 53,62        | 626 954     | 49,00       |        |        |
| Votants        | Votants          | Votants                 | 593 103      | 46,38        | 652 464     | 51,00       |        |        |
| Blancs et nuls | Blancs et nuls   | Blancs et nuls          | 21 432       | 3,61         | 23 373      | 3,58        |        |        |
| Exprimés       | Exprimés         | Exprimés                | 571 680      | 96,39        | 629 091     | 96,42       |        |        |

* liste du président sortant

## Composition

### De 1986 à 1992
- 6 du PCF
- 20 du PS
- 24 du RPR - UDF
- 3 du FN

Le président du conseil régional était Roger Fossé (DVD)

### De 1992 à 1998
- 5 du PCF
- 14 du MRG - PS
- 4 des Verts
- 4 de Génération écologie
- 1 de CPNT
- 18 de l'UPF (RPR et UDF)
- 1 divers droite
- 8 du FN

Le président du conseil régional était Antoine Rufenacht (UPF).

### De 1998 à 2004
55 conseillers répartis comme suit :
- 2 de l'extrême gauche
- 23 de la gauche plurielle
- 1  de CPNT
- 19 du RPR - UDF
- 10 du FN

Le président du conseil régional était Alain Le Vern (Gauche plurielle)

### De 2004 à 2010
55 conseillers répartis comme suit :
- 36 de l'Union de la gauche
- 13 de l'UMP
- 6 du FN

### De 2010 à 2015
À la suite des élections de 2010, les 55 conseillers régionaux sont ainsi répartis :
| Nom du groupe | Nom du groupe               | Partis représentés                                                 | Élus | Statut     |
| ------------- | --------------------------- | ------------------------------------------------------------------ | ---- | ---------- |
|               | Socialiste et divers gauche | Parti socialiste                                                   | 22   | Majorité   |
|               | Pour une nouvelle Normandie | Union pour un mouvement populaire, Nouveau Centre et divers droite | 12   | Opposition |
|               | Front de gauche             | Front de gauche                                                    | 6    | Majorité   |
|               | Front national              | Front national                                                     | 6    | Opposition |
|               | Europe Écologie             | Europe Écologie Les Verts                                          | 6    | Majorité   |
|               | Radicaux de gauche          | Parti radical de gauche                                            | 3    | Majorité   |

#### Seine-Maritime
| Nom | Nom                       | Étiquette       | Groupe                             | Autres mandats                                                                                       |
| --- | ------------------------- | --------------- | ---------------------------------- | --- |
|     | Charlotte Goujon          | PS              | Majorité régionale                 | Conseillère municipale du Petit-Quevilly                                                             |
|     | Bénédicte Martin          | PS              | Majorité régionale                 | Conseillère municipale de Fécamp                                                                     |
|     | Emmanuèle Jeandet-Mengual | PS              | Majorité régionale                 | Adjointe au maire de Rouen                                                                           |
|     | Muriel Toscani            | PS              | Majorité régionale                 | Adjoint au maire du Petit-Quevilly Conseillère communautaire à la CREA                               |
|     | Guillaume Bachelay        | PS              | Majorité régionale                 | Adjoint au maire de Cléon                                                                            |
|     | Catherine Troallic        | PS              | Majorité régionale                 | Conseillère municipale du Havre                                                                      |
|     | Laurent Logiou            | PS              | Majorité régionale                 | Conseiller municipal du Havre                                                                        |
|     | Dominique Gambier         | PS              | Majorité régionale                 | Maire de Déville-lès-Rouen Vice-président de la CREA                                                 |
|     | Charlotte Lemoine         | PS              | Majorité régionale                 | Conseillère municipale de Sotteville-lès-Rouen                                                       |
|     | Nicolas Mayer-Rossignol   | PS              | Majorité régionale                 | |
|     | Valérie Auvray            | PS              | Majorité régionale                 | Adjoint au maire d'Elbeuf                                                                            |
|     | Sophie Molle              | PS              | Majorité régionale                 | |
|     | François Auber            | PS              | Majorité régionale                 | Maire de Saint-Jouin-Bruneval                                                                        |
|     | Thierry Levasseur         | PS              | Majorité régionale                 | Adjoint au maire de Dieppe Vice-président de Dieppe maritime                                         |
|     | Kader Chékhémani          | PS              | Majorité régionale                 | Adjoint au maire de Rouen                                                                            |
|     | Laurence Tison            | PS              | Majorité régionale                 | Adjoint au maire de Rouen                                                                            |
|     | Daniel Lesueur            | PRG             | Majorité régionale                 | Adjoint au maire de Barentin                                                                         |
|     | Valérie Gibert-Thieulent  | PRG             | Majorité régionale                 | |
|     | Noël Levillain            | Front de gauche | Majorité régionale                 | Maire de Tourville-la-Rivière Vice-président de la CREA                                              |
|     | Céline Brulin             | Front de gauche | Majorité régionale                 | Conseillère municipale de Bolbec                                                                     |
|     | Julien Dugnol             | Front de gauche | Majorité régionale                 | |
|     | Michelle Ernis            | Front de gauche | Majorité régionale                 | Conseillère municipale de Saint-Étienne-du-Rouvray                                                   |
|     | Christian Gauthier        | Front de gauche | Majorité régionale                 | |
|     | Véronique Bérégovoy       | EELV            | Majorité régionale                 | |
|     | Claude Taleb              | EELV            | Majorité régionale                 | Conseiller municipal de Bihorel                                                                      |
|     | David Cormand             | EELV            | Majorité régionale                 | Conseiller municipal de Canteleu Conseiller délégué à la CREA                                        |
|     | Laure Leforestier         | EELV            | Majorité régionale                 | |
|     | Catherine Morin-Desailly  | UMP             | UMP, Nouveau centre, divers droite | Sénatrice de Seine-Maritime                                                                          |
|     | Jean Bazin                | UMP             | UMP, Nouveau centre, divers droite | Conseiller municipal de Dieppe                                                                       |
|     | Blandine Lefebvre         | UMP             | UMP, Nouveau centre, divers droite | Maire de Saint-Nicolas-d'Aliermont Vice-présidente de la Communauté de communes des Monts et Vallées |
|     | Jean-Baptiste Gastinne    | UMP             | UMP, Nouveau centre, divers droite | |
|     | Marie-Agnès Poussier      | UMP             | UMP, Nouveau centre, divers droite | Conseillère municipale de Fécamp                                                                     |
|     | Hubert Dejean de La Bâtie | UMP             | UMP, Nouveau centre, divers droite | Adjoint au maire de Sainte-Adresse                                                                   |
|     | Valérie Egloff            | UMP             | UMP, Nouveau centre, divers droite | Adjoint au maire du Havre                                                                            |
|     | Xavier Lefrançois         | UMP             | UMP, Nouveau centre, divers droite | Maire de Neufchâtel-en-Bray Vice-président de la Communauté de communes du Pays Neufchâtelois        |
|     | Nicolas Bay               | FN              | Front national                     | Député européen                                                                                      |
|     | Marie-Estelle Préjean     | FN              | Front national                     | |
|     | Thierry Légier            | FN              | Front national                     | |
|     | Élizabeth Lalanne de Haut | FN              | Front national                     | |

#### Eure
| Nom | Nom                         | Étiquette            | Groupe                             | Autres mandats                                                                    |
| --- | --------------------------- | -------------------- | ---------------------------------- | --------------------------------------------------------------------------------- |
|     | Marc-Antoine Jamet          | PS                   | Majorité régionale                 | Maire de Val-de-Reuil Vice-président de la Communauté d'agglomération Seine-Eure  |
|     | Anne Mansouret              | PS                   | Majorité régionale                 | Vice-présidente du Conseil général de l'Eure Conseillère générale de l'Eure       |
|     | Yves Léonard                | PS                   | Majorité régionale                 |                                                                                   |
|     | Mélanie Mammeri             | PS                   | Majorité régionale                 | Adjoint au maire de Pont-Audemer                                                  |
|     | Hélène Ségura               | PS                   | Majorité régionale                 | Adjoint au maire de Vernon                                                        |
|     | Simone Chargelègue          | PS                   | Majorité régionale                 | Adjointe au maire d'Évreux Conseillère communautaire à Grand Évreux Agglomération |
|     | Franck Martin               | PRG                  | Majorité régionale                 | Maire de Louviers Président de la Communauté d'agglomération Seine-Eure           |
|     | Jean-Luc Lecomte            | Front de gauche      | Majorité régionale                 | Adjoint au maire de Vernon                                                        |
|     | Perrine Hervé-Gruyer        | EELV                 | Majorité régionale                 |                                                                                   |
|     | Jérôme Bourlet de la Vallée | EELV                 | Majorité régionale                 |                                                                                   |
|     | Bruno Le Maire              | UMP                  | UMP, Nouveau centre, divers droite | Ministre de l'Agriculture Conseiller municipal d'Évreux                           |
|     | Nicole Sampers-Duranton     | UMP                  | UMP, Nouveau centre, divers droite | Maire de Nagel-Séez-Mesnil                                                        |
|     | Hervé Morin                 | UMP                  | UMP, Nouveau centre, divers droite | Maire d'Épaignes Président de la Communauté de communes du canton de Cormeilles   |
|     | Coumba Dioukhané            | UMP                  | UMP, Nouveau centre, divers droite | Conseillère municipale d'Évreux                                                   |
|     | Jean-Michel Dubois          | FN                   | Front national                     | Conseiller municipal d'Enghien-les-Bains                                          |
|     | Chrystelle Rot Saulière     | non-inscrite (ex-FN) | non-inscrit                        |                                                                                   |

## Communication
Le Conseil régional édite un journal d'information, Ma région  (ISSN 1294-8578).